# هوالاتان (پرو)
هوالاتان (به اسپانیایی: Huallatane) یک کوه در پرو است که در Peru, Arequipa Region, Caylloma Province واقع شده‌است. هوالاتان ۵٬۰۰۰ متر بالاتر از سطح دریا واقع شده‌است.